# Litvániai teuton keresztes hadjáratok
A litvániai teuton keresztes hadjáratok a Teuton Lovagrendnek a litván államok ellen vezetett háborúi 1303 és 1385 között. A Lengyel–Litván Unió megkötéséig zajló keresztes hadjáratok célja a litvánok leigázása volt.

## Előzmények
A Német Lovagrend 1226-ban települt le Kulm (Chełmno) területén. Konrád lengyel fejedelem azért adományozta nekik ezt a területet az ottani püspökséggel együtt, hogy elejét vegye a pogány balti poroszok rablótámadásainak, melyek Lengyelország mellett Litvániát is sújtották. A lovagrend nagymestere, Hermann von Salza megszerezte a császárság és a pápaság támogatását is, nagy szerepet játszott ugyanis kibékítésükben és elnyerte bizalmukat. A két hatalom segítette abban, hogy függetlenítse magát Lengyelországtól, és a meghódított területeket saját maga vegye kezelésbe.
A poroszoktól keletre éltek a velük rokon litvánok. Északon Livóniában, a mai Észtország és Lettország területén egy másik német dominanciájú keresztes rend, a Kardtestvérek rendje igázta le sorra az ottani balti és finnugor népeket, majd Litvániát is meg akarta hódítani. A teuton lovagok 1241-ig még csak a nyugat-porosz régiókat hódítottak meg, a keletiek egyelőre szabadok maradtak, így a lovagok messze el voltak választva Litvániától. Időközben 1236-ban a litvánok és a lettek a saulei csatában legyőzték a kardtestvéreket, ami súlyosan megrendítette a pozíciójukat a térségben. A császár egyesítette a kardlovagokat a teutonokkal, így már az 1240-es években közvetlen összecsapások indultak a litvánokkal.
A litvánok egyik törzse, a žemaitok Szamogitia lakói, akik a szemigall lettekkel álltak szövetségben és közös erejük semmisítette meg a kardtestvéreket, elég gyakran betörtek Livóniába. Egyik támadásuk robbantotta ki a nagy livóniai felkelést, mely az összes ottani nemzetiséget a németek és a dánok elleni harcra ösztönözte.
1283-ra az egész Poroszországot meghódította a Német Lovagrend. Bár a kelet-porosz részek kiterjedéséről még ma is vitatkoznak a történészek, hogy azok a lovagrend keleti peremterületei, porosz törzsi földek, vagy Litvániától elfoglalt részek voltak. A Kur-földnyelvnél kiépült Memel tengerparti erődje egy támaszpont lett a kelet felé irányuló hódításoknak.
1298-ban a Livóniát pusztító litván támadásoknak is sikerült véget vetni és a következő században már Litvánia területén folytatott expanziókat a lovagrend.

## A litvániai keresztes hadjáratok kora
1303-tól a Német Lovagrend rendre vezette keresztes hadjáratait Litvánia ellen. Az akkor még pogány országot a poroszokhoz hasonlóan le akarta igázni és megtéríteni, de a terjeszkedésnek más oka is volt. Az egyik, hogy ezáltal közvetlen szárazföldi kapcsolatot létesítsen Livóniával. A másik, hogy a lovagrend a Szentföld teljes elvesztése után már leginkább Kelet-Európában lelt meghódítható területre. Ugyancsak a század elején Lengyelország ellen is háborúskodásokba kezdett, melyek egészen a 15. század második feléig folytak.
A lovagrendi expanzió fő támogatója a Hanza-szövetség volt. A lovagrend 1263-tól a gabonakereskedelem kizárólagos monopóliumával bírt. A gabonát a nyugatnak adták el, ahová a Hanzán át jutott el. A szövetség ezért is adott komoly segítséget a lovagoknak, míg a lovagrend katonai erejét ajánlotta fel a Hanzának. Mivel Lengyelország északi felén és Litvániában további jelentős termőterületek feküdtek, ezért minél nagyobb földekre akarták kiterjeszteni hatalmukat a lovagok és a Hanza városai, a több gabona ugyanis több hasznot jelentett.
1315-ben a litvánok a Nemunas folyó partján fekvő Christmemel (ma Skirsnemunė, Litvánia) erődjét (Ordensburg) vették ostrom alá, amely Litvánia határában feküdt. Innen 1313-ban a lovagok benyomultak Szamogitiába. Az ostromot Vytenis litván fejedelem irányította, mígnem az erősséget Karl Bessart von Trier felmentette.
Az 1330-as években is változatlan erővel folytak a lengyel-teuton háborúk. Bár a litvánok sokszor betörtek Lengyelországba, a lengyelekkel gyakran léptek szövetségre. 1335-ben a lovagrend békét kötött Visegrádon a lengyelekkel és a litvánokkal, de ez nem tartott sokáig.
A litvánok olykor a tatárokat is segítségül hívták a német keresztesek ellen. 1348-ban a strėvai csatában a lovagok legyőzték Kęstutis litván fejedelmet. A lengyelekkel való háborúban rövid időre szünetet teremtett az öröknek nevezett kaliszi béke. Ezután a lovagok az észtek felkelését verték le, amivel a dánok nem boldogultak.
Magyarország és Lengyelország 1370-től perszonálunióban egyesült. Nagy Lajos számos hadjáratot vezetett Litvániába, de ezekben a lovagrend nem nagyon vett részt, sőt nem is szolgálta az érdekeit. 1370-ben Winrich von Kniprode elsöprő győzelmet aratott Kęstutis és Algirdas vezette litván-orosz-tatár sereg felett a rudaui csatában, két évvel később pedig Livóniában mértek vereséget a žemait litvánokra. Ekkor Litvánia ortodox vallású volt és hatalmas keleti-szláv területeket kaparintott meg. A keresztes lovagok szemében ellenben továbbra is eretnek pogányok maradtak, mert az ortodoxok annak idején szakítottak Rómával. A litvánok elleni keresztes háborúk így folytatódtak.
Lajos később megállapodott a litvánokkal, hogy közösen fogják legyőzni a német lovagokat, erre azonban nem került sor.

## A lengyel–litván unió
1386-ban Nagy Lajos király lányát, Hedviget hozzáadták Jagelló Ulászlóhoz, amely a krevai (krewói) lengyel-litván unió létrejöttét is jelentette. Litvánia hivatalosan katolizált, így a lovagok keresztes hadjáratokat nem folytathattak ellene. Bár egy időben szövetségi viszony jellemezte kapcsolatukat, de a lovagrend mindenképp meg akarta szerezni a litván törzsterületet, hogy Livóniával létrejöjjön az összeköttetés.
1404-ben elfoglalták Szamogitiát, de ekkora Lengyelország és Litvánia ténylegesen is félretette az unió ellenére fennálló nézeteltéréseit és összefogva 1410-ben a grünwaldi csatában legyőzte a Német Lovagrendet.